# Gavin Hastings
Andrew Gavin Hastings OBE (* 3. Januar 1962 in Edinburgh) ist ein ehemaliger schottischer Rugby-Union-Spieler. Er spielte für die schottische Nationalmannschaft und die British and Irish Lions auf der Position des Schlussmanns. Er gilt als einer der besten Spieler seiner Generation. Mit 667 Punkten in 61 Spielen für Schottland hielt er bis 2008 den Rekord, bis ihn Chris Paterson überholte. Bis zur Weltmeisterschaft 2007 war er des Weiteren der Spieler mit den meisten Punkten bei WM-Turnieren, im Viertelfinalspiel zwischen England und Australien überholte ihn allerdings Jonny Wilkinson.

## Karriere
Während seiner Schulzeit gelang es Hastings, der erste Kapitän einer schottischen Schulmannschaft zu sein, die die englische Auswahl schlagen konnte. 1985 führte er die Mannschaft der University of Cambridge im traditionsreichen Duell gegen die Mannschaft aus Oxford zum Sieg.
Hastings übernahm die Schlussposition in der schottischen Nationalmannschaft von Andy Irvine, der bis dahin als der beste Spieler Schottlands auf dieser Position galt. Am 7. Januar 1986 gab Gavin an der Seite seines Bruders Scott Hastings sein Debüt bei der Nationalmannschaft, als diese auf Frankreich traf. Sein erstes Länderspiel begann jedoch denkbar schlecht. Er führte den Kick-Off aus, der allerdings direkt ins Aus ging. Üblicherweise wird nach einem Fehler dieser Art ein Gedränge an der Mittellinie mit Einwurf für den Gegner angeordnet, so dass Hastings sich umdrehte und dem weiteren Verlauf zunächst nicht folgte. Die Franzosen entschieden sich jedoch überraschend den Ball schnell aus dem Aus einzuwerfen und erzielten im Anschluss einen Versuch aufgrund der Unkonzentriertheit der Schotten. Hastings erholte sich von seinem Fehler jedoch und erzielte sechs Straftritte, die letztlich zum 18:17-Sieg reichten.
Hastings war Teil des schottischen Teams, das bei den Five Nations 1990 den dritten Grand Slam in der Geschichte erringen konnte. 1995 sorgte er mit dem spielentscheidenden Versuch gegen die französische Nationalmannschaft für den ersten Auswärtssieg der Schotten in Frankreich seit 1969. Vier Jahre zuvor, bei der Weltmeisterschaft, erlebte er die größte Enttäuschung seiner Karriere. In den letzten Minuten des Halbfinals gegen England verfehlte er einen einfachen Straftritt, der die Schotten in Führung gebracht hätte. Letztlich verlor Schottland mit 6:9.
Hastings brach zweimal den Weltrekord für die meisten Punkte in einem Länderspiel, der ihm allerdings am selben Tag wieder genommen wurde. Bei den Weltmeisterschaften 1995 gelangen ihm 44 Punkte gegen die Elfenbeinküste, Simon Culhane erzielte jedoch wenige Stunden später für Neuseeland einen Zähler mehr beim historischen 145:17-Sieg über Japan. Zuvor hatte er bei der ersten WM den Rekord mit 29 Punkten gebrochen, bevor Didier Camberabrero für Frankreich wiederum am selben Tag ein Punkt mehr gelang.
1996 nahm Hastings ein Angebot der Scottish Claymores an und wechselte zum American Football als Kicker. Allerdings blieb er in diesem Sport relativ erfolglos, was seine individuelle Leistung angeht. Den Claymores gelang jedoch die Erringung des World Bowl.
Im Jahr 2002 wurde Hastings in die Scottish Sports Hall of Fame aufgenommen, 2003 in die International Rugby Hall of Fame aufgenommen. Von 2007 bis 2010 war er Präsident von Edinburgh Rugby, einem der zwei verbliebenen Proficlubs aus Schottland.